# Jonas Heymans
Jonas Heymans (6 febbraio 1993) è un calciatore belga, difensore del Voorde-Appelter.

## Carriera

### Club
Jonas inizia la sua carriera da calciatore nel 2010, quando viene acquistato dallo Standaard Wetteren per militare in prima squadra. Debutta tra i professionisti il 25 agosto in occasione del match di campionato con il Brussels. Esattamente un mese più tardi ottiene la sua prima ammonizione in carriera, durante la partita di campionato con il Tubize. Il 7 gennaio 2012, alla sua seconda stagione con la maglia gialloverde, subisce la sua prima espulsione in carriera durante il match di campionato con il Tubize.

### Nazionale
Ha giocato per le nazionali giovanili belghe.

## Palmarès

### Club

#### Competizioni nazionali
- Coppa dei Paesi Bassi: 1

AZ Alkmaar: 2012-2013